# Мелс (град)
Мелс је швајцарски муниципалитет у Саргансерланду у Зецалу, у кантону Санкт Галену.

## Историја
Мелс се први пут спомиње 765. године као Мајле (Maile), мада то потиче из касније копије оригиналног документа. 1018. помиње се као Мајлис (Meilis).

## Географија
2006. године Мелс има површину од 139,2 km². Од ове површине, 42,6 % се користи у пољопривредне сврхе, док је 29,3 % пошумљено. Од остатка земље, 2,6 % је насељено (зграде или путеви), а остатак (25,5 %) је непродуктивно (реке или језера).
Мелс се налази између планине Гонцен, Рајне и Сеза. Планина Пицол налази се у општини Мелс. Најнижа тачка је авион Сез (457 м надморске висине), а највиша Велики диск (2936 м надморске висине).

## Историја
У 15./16 веку Мелс је прешао са реторомског на немачки језик. Од 1483. до 1798. припадао је као део Сарганс Ландфогтај (нем. Landvogtei) заједничкој владавини Старе конфедерације. Мелс има организовану заједницу од 17. века и био је главни град истоименог округа у кантону Линт током Хелветске Републике. 1814. године Мелс је учествовао у устанку руралних демократа у Саргансерланду за већа политичка права.
Током Другог светског рата, стеновито брдо Кастелс проширено је у једну од најважнијих артиљеријских тврђава тврђаве Сарганс.

## Уметност, култура и слободно време
Музичко друштво Конкордиа Мелс, основано 1875. године, један је од најстаријих удружења у Мелсу. Једно је од највећих музичких удружења у Швајцарској и без
 прекида свира у хармонији 1. класе од 1957. године. Са разним „удруженим удружењима”, попут омладинске музике, омладинских игара и младих бубњарских турнеја, интензивно промовише напредовање младих. Од 2008. учествује на музичким фестивалима у паради музике са еволуцијама и осваја разне награде.
Културно удружење Стари биоскоп Мелс (нем. Altes Kino Mels) је водећи добављач кабареа на свим пољима у Саргансерланду од 1985.

## Економија
Дуго је преовлађивала пољопривреда. На више од 20 Алпи у Мелсу се гајила стока и њоме се трговало, а ратарска производња је била важна. Од средине 18. века коњи су узгајани за транзитни промет, а виноградарство проширено. Од 14. до 18. века у Мелсу и око њега постојали су топионици и ковачи за гвоздену руду из Гонцена.
Стаклара је постојала од 1803. до 1863. У 19. веку неколико фабрика текстила (ткање памука, предење, ткање, бојење) започело је са радом.
Некадашња фабрика текстила Стофел истакнуто стоји на брду изнад села. Отворен је 1878. године и некада је запошљавао до 600 људи за 450 разбоја и 43.000 вретена. 1960. фабрика је продата Америци, а касније је тај власник продао Италији. 1997. означио је крај фабрике. У њему су 2012. снимљене сцене из филма Грунингерови досијеи (нем. Akte Grüninger), јер се избеглички камп Диполдсау (нем. Diepoldsau)такође налазио у старој фабрици 1938. године. Убрзо након тога, област је купила група инвеститора која је желела да грађевину претвори у станове и студије. Укључен је и програмер странице упоредивог сајта Алте Спинерај Мург.

## Становништво
2007. године око 14,4 % становништва чинили су страни држављани. Од страног становништва, (2000. године), 30 је из Немачке, 228 је из Италије, 563 је из бивше Југославије, 21 је из Аустрије, 90 је из Турске, а 144 је из друге земље. Током последњих 10 година број становника је порастао по стопи од 7,4 %. Већина становништва (од 2000. године) говори немачки језик (90,8 %), а албански језик је други по учесталости (2,5 %), а италијански трећи (2,2 %). Од швајцарских националних језика (од 2000. године) 7.114 говори немачки, 10 људи говори француски, 169 људи говори италијански језик, а 32 особе говоре романшки.
| Година     | 1800 | 1850 | 1900 | 1950 | 1980 | 2000 | 2007 | 2008 | 2009 | 2010 | 2011 | 2012 | 2013 | 2014 | 2015 | 2016 | 2017 | 2018 |
| Становника | 2433 | 3305 | 4035 | 5837 | 6235 | 7837 | 8019 | 8026 | 8080 | 8358 | 8481 | 8501 | 8513 | 8553 | 8550 | 8523 |      | 8557 |

## Транспорт
Муниципалитет се налази на аутопуту А3. Национални аутопут А3 завршава се код Мелса; део на северу према Санкт Маргретен и део на исток према Ландкварту, Куру, Сан Бернадину и на крају Белинцона део су националног аутопута А13.

## Наслеђа од националног значаја
Брдо Кастелс (које је било окупиран од праисторије до средњег века) и раносредњовековна црква Светог Петра и Павла, наведени су као места швајцарске баштине од националног значаја.

## Угледни људи
Људи који су рођени или су живели (живе) у Мелсу:
- Јозеф Акерман (рођен 1948), извршни директор Дојче Банк (нем. Deutsche Bank)
- Паул Гулдин (1577—1643), швајцарски математичар
- Ото Фистер (рођен 1937), немачки фудбалски тренер
- Паул Год (рођен 1942), филозоф
- Анди Егерт (рођен 1961.), швајцарски блуз музичар
- Дорис Акерман (рођена 1963), певачица и текстописац
- Анди Принц (рођен 1974), музички продуцент